# Biblioteca universitaria di Cagliari
La Biblioteca universitaria di Cagliari è una biblioteca pubblica statale con sede a Cagliari, nello storico quartiere di Castello.

## Storia
Venne istituita nel 1764 con la pubblicazione delle “Costituzioni” per la riforma dell'Università. Il primo regolamento fu emanato da Vittorio Amedeo III di Savoia nel 1785 e venne aperta al pubblico nel 1792 nella Sala Settecentesca, al primo piano del nuovo palazzo dell’Università.
Il nucleo originario del suo patrimonio è costituito dalla biblioteca privata del sovrano e da fondi appartenenti al soppresso Ordine dei Gesuiti e dalle copie delle loro opere che i docenti erano tenuti a fornire. Nel 1843 viene acquisita la raccolta Baylle di opere di interesse sardo.

## Patrimonio
Conserva oltre 7000 manoscritti, 226 incunaboli e più di 5200 cinquecentine.